# 中共中央东北局梅河口会议会址
中共中央东北局梅河口会议会址，位于中国吉林省梅河口煤铁工委楼，1987年10月20日被评为省级文物保护单位，类型为近现代史迹及代表性建筑。该文物保护单位由梅河口市文管所管理。2019年10月16日，国务院公布其为第八批全国重点文物保护单位。

中共中央东北局梅河口会议会址的历史年代为解放战争时期。